# Вадха бинт Мухаммед Аль Урайир
Вадха бинт Мухаммед Аль Урайир (араб. وضاح بنت محمد العور للطيران‎; ум. 4 мая 1969, Эр-Рияд) — одна из жён первого короля Саудовской Аравии Абдул-Азиза ибн Абдуррахмана Аль Сауда и мать короля Сауда.

## Биография
Происходила из влиятельной семьи Аль Урайир, которая принадлежала племени Бани Халид.
В 1896 году вышла замуж за принца Абдул-Азиза, который в 1932 году стал первым королём Саудовской Аравии. В браке с Абдул-Азизом у неё было четыре сына и дочь:Турки, Сауд, Халид, Абдалла и Мунира, двое из которых Халид и Абдалла умерли в детстве. Сауд был вторым королём Саудовской Аравии в 1953–1964 гг до своего свержения.
Была известна своей благотворительной деятельностью, построив несколько мечетей в Эр-Рияде.
Скончалась 4 мая 1969 года, пережив всех своих детей, в том числе и Сауда, умершего в феврале 1969 года.